# Boob McNutt
Pour les articles homonymes, voir McNutt.

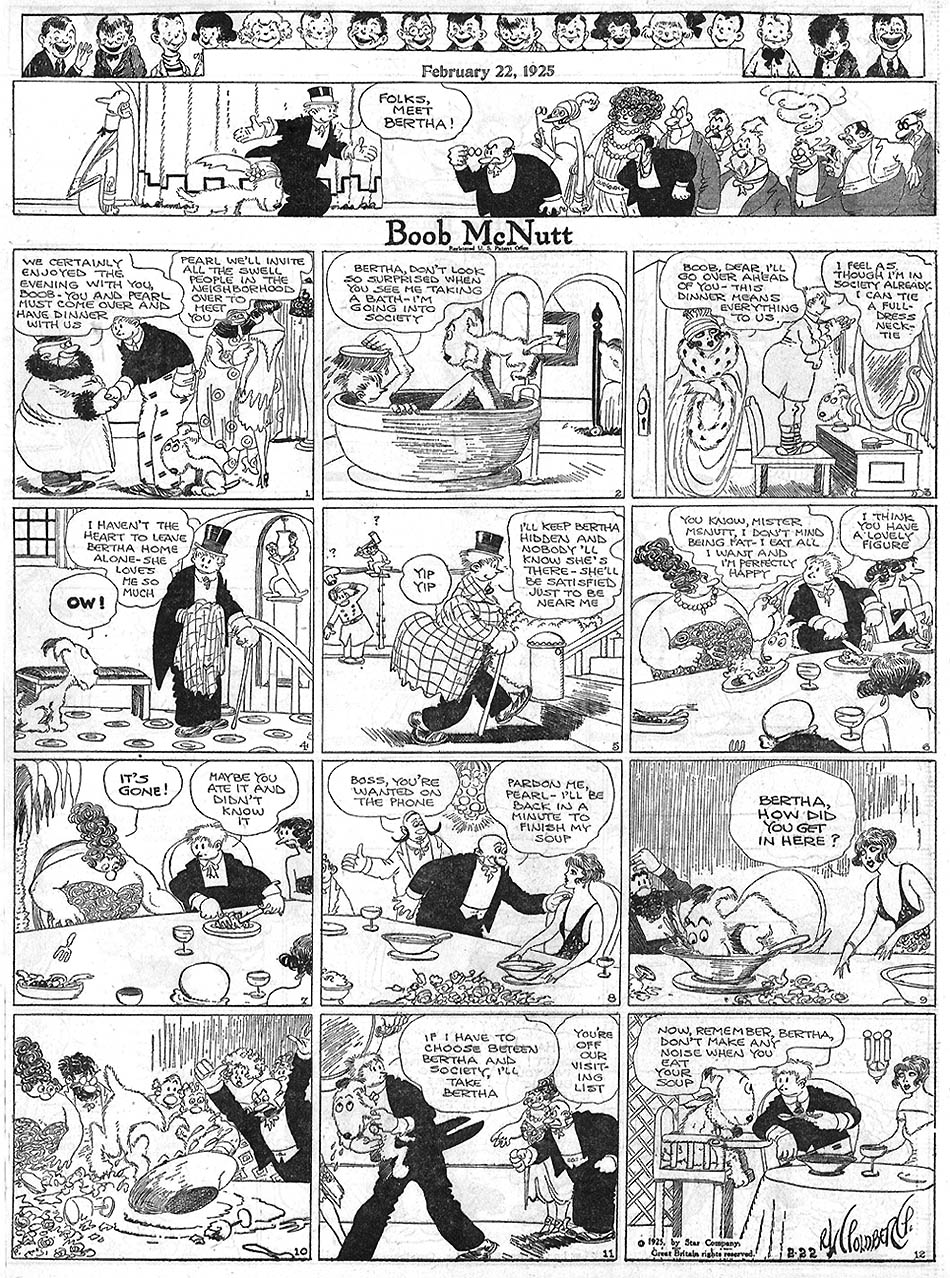
Planche du 22 février 1925.

Boob McNutt est une série de bande dessinée humoristique de l'Américain Rube Goldberg lancée le dimanche 1er mai 1915 dans le New York Evening Mail (en). Diffusée à partir du 9 juin 1918 par The Star Company, cette planche dominicale a été publiée jusqu'au 30 septembre 1934.
Boob McNutt est un jeune homme distrait et maladroit qui se retrouve en permanence aux prises avec des problèmes qu'il échoue toujours à résoudre, non sans être passé par les solutions les plus improbables. 
À partir de 1922, Goldberg ajoute à sa série Pearl, une jeune femme que Boob courtise jusqu'à parvenir à l'épouser en 1926—mariage suivi d'un voyage de noces puis de leur divorce.

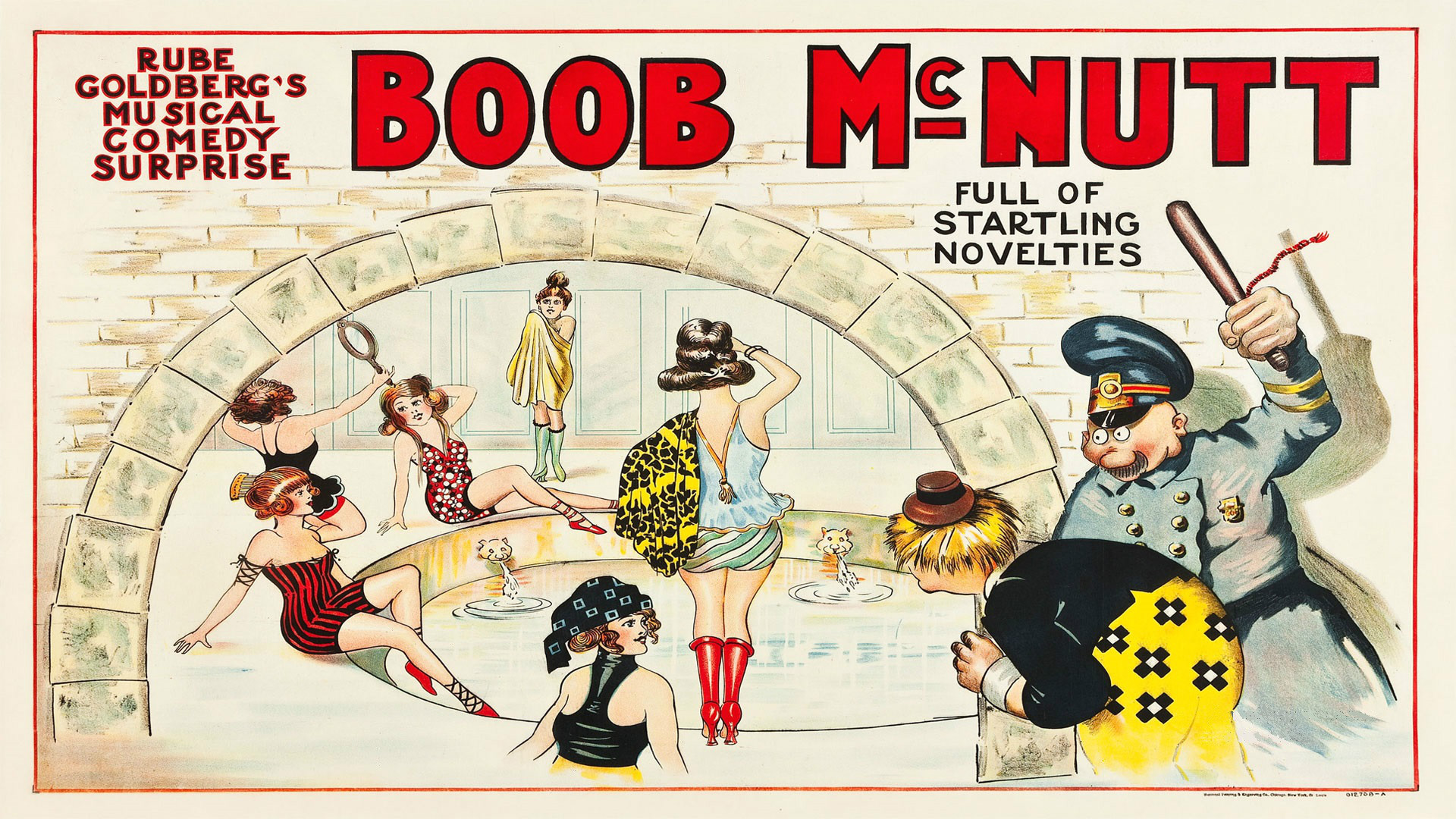
Affiche de Boob McNutt (1920).